# Xã Richfield, Quận Roscommon, Michigan
Xã Richfield (tiếng Anh: Richfield Township) là một xã thuộc quận Roscommon, tiểu bang Michigan, Hoa Kỳ. Năm 2010, dân số của xã này là 3.731 người.